# Полинин, Альберт Олегович
Альберт Олегович Полинин (род. 13 января 1989, Ярославль) — российский хоккеист, защитник.

## Биография
Воспитанник ярославского «Локомотива», с сезона 2005/06 стал играть за «Локомотив-2» в первой лиге. За первую команду провёл один матч — в «серебряном» сезоне РХЛ-2007/08. Сезон 2009/10 отыграл в клубе высшей лиги «Рысь» Можайск. Летом 2010 года был на просмотре в «Сибири». В сезоне 2010/11 выступал в команде ВХЛ «Саров», в следующем сезоне провёл 23 матча в КХЛ за «Автомобилист» Екатеринбург. Играл в ВХЛ за «Рубин» (2012/13) (летом 2013 года был на просмотре в новокузнецком «Металлурге»), «Сокол» Красноярск (2013/14 — 2015/16), «Кристалл» Саратов и «Рязань» (2016/17), китайские «Чэнтоу» (2017/18) и КРС-ОРДЖИ / ОРДЖИ. В сезоне 2020/21 выступал в чемпионате Румынии за команду «Дунэря» Галац.
В 2023—204 годах играл в любительской Пекинской международной хоккейной лиге.
Младший брат Валерий (род. 1996) — хоккеист низших лиг России, Польши, Беларуси.